# Виске
Вѝске (на италиански: Vische; на пиемонтски: Vüsché, Вюске) е село и община в Метрополен град Торино, регион Пиемонт, Северна Италия. Разположено е на 235 m надморска височина. Към 1 януари 2020 г. населението на общината е 1226 души, от които 70 са чужди граждани.